# Jug-Pireneji
Jug-Pireneji (francosko Midi-Pyrénées, okcitansko Miègjorn-Pirenèus) so bili do leta 2015 južna francoska regija ob meji z Andoro in Španijo. Od leta 2016 dalje so sestavni del regije Oksitanija. Glavno administrativno in zgodovinsko pomembno mesto je Toulouse.

## Geografija
Jug-Pireneji so bili največja regija celinske Francije. Na zahodu so mejili na bivšo regijo Akvitanijo, na severu na Limousin, na severovzhodu na Auvergne, na vzhodu na Languedoc-Roussillon, medtem ko na jugu meji na Andoro in Španijo.
Samo ime je bilo zaradi zgodovinskih razlogov izbrano na podlagi geografske lege v Franciji glede na Pariz - jug, s Pireneji kot mejnim območjem.

## Zgodovina
Ob ustanovitvi regije je bilo vanjo združenih več delov zgodovinskih provinc. Zahod regije je pripadal Gaskonji, departma Lot je nastal iz province Quercy, Aveyron iz province Rouergue, vzhod je pripadal Languedocu, jug regije pa iz več manjših pirenejskih provinc, med katerimi je bila najpomembnejša Bigorre. Ozemlje pirenejskih provinc je bilo v rimskem času poznano kot Novempopulana, kasneje zaradi vpliva Baskije kot Vasconia, še kasneje Gaskonja, od katere so se sčasoma ločile in zaradi ozemeljske zaprtosti nasproti drugim razvile svojstvene značilnosti.
Kot posledica dejstva, da večina prebivalstva regije živi v predelu nekdanjega Languedoca (Toulouse), je bil za regijsko zastavo izbran zgodovinski grb grofije Toulouse, Okcitanski križ ali Tuluški križ.